# 大気イオン
大気イオン（たいきイオン、atmospheric ion）とは、気象学の大気電気学分野における、大気中に存在する気相のイオンの呼称である。大気が絶縁体ではなく微弱な電気伝導率を持つのは、大気イオンが大気中で電気を運ぶからである。電界 E の中を移動する大気イオンの速度 vは、次式で示される。
v = kE
ここで、比例定数 k [cm2 V−1 s−1] は電気的移動度と呼ばれる。また、単位体積中の大気イオンの個数 [cm−3] を、大気イオンの濃度あるいは密度と呼ぶ。

## 歴史
1752年、雷は電気現象であることが証明され、大気電気学が誕生した。その後、気象状況に応じた大気の電位変化や鉛直方向の電界が観測された。1890年代、Elster、Geitel、Wilsonはそれぞれ独自に、大気中に分子サイズの帯電粒子として「大気イオン」が存在することを示した。1905年、ランジュバン(P. Langevin)は分子サイズよりも遙かに大きい大気イオンを確認して大イオン（big ion）と命名し、これまでの分子サイズの大気イオンは小イオン（small ion）と呼ばれるようになった。

## 分類と用語
大気イオンは、その半径を r とすると、「小イオン」 (r < 6 × 10−4 μm)、「中イオン」 (1 × 10-3 < r < 2.5 × 10−2 μm)、「大イオン」 (2.5 × 10−2 μm < r) に分類される。大イオンの中で、特に 5.5 × 10−2 μm 未満のものを「ランジュバンイオン」（Langevin ion）という。
小イオンは移動度が大きいので他の分子に付着し、クラスターイオンを形成する。小イオンが大気中のエアロゾルに付着して帯電させたとき、帯電したエアロゾルが大イオンとなる。
大気電気学や静電気学では、大気イオンを単に「イオン」と称することが多いが、「空気イオン」（air ion）が用いられる場合もある。また、プラスの電荷を持つ大気イオンを「正イオン」（positive ion、positive air ion）、マイナスの電荷を持つ大気イオンを「負イオン」（negative ion、negative air ion）と呼ぶ。

## 生成

### 生成と寿命
大気イオンは大気中の電離作用により生成されるが、中性気体との反応や正負イオンの再結合、エアロゾルへの付着を経て消滅する。大気イオンの寿命はエアロゾル濃度の影響を受け、高濃度環境（約104cm−3）では数十秒、清浄な低濃度環境（約102cm−3）では1,000秒以上である。

### 電離作用
大気中の電離作用としては以下に挙げるようなものが考えられている。また、電離による大気イオン生成の指標として、単位体積、単位時間当たりの電離量（単位はJ）が用いられる。

#### 放射線による電離
大気を電離させる放射線として、宇宙線、土壌の放射性核種から放出されるガンマ線、大気中の放射性核種（ラドン、トロン系）から放出されるアルファー線がある。対流圏における宇宙線の電離量は、高度の上昇と共に増加する。 土壌の放射性核種による電離量は、土壌の特性（水分量、積雪など）の影響を受ける。ラドンは土壌や岩石中に含まれるが、これが大気中に散逸し、風により輸送され、その濃度は散逸率、気象条件、高度などに依存する。
各放射線による地表面付近の電離量は、宇宙線では2.1J、土壌のガンマ線では3.0J、大気中放射性核種では4.2Jと推定されている。

#### 局所的な電離
コロナ放電は、電極付近の局所的な空間で大気を電離させ、印加電圧に応じた量の大気イオンを発生させるが、同時にオゾンも発生させる。オゾンは人体に対して主に呼吸器系に障害を与えるため、日本産業衛生学会およびアメリカ職業安全保健法による許容濃度は0.1ppmと定められている。自然大気中のオゾン濃度は、0.001ppm程度である。
その他の局所的電離としては、レナード効果がある。レナード効果により帯電した水微粒子が生成されると、その周辺の大気は負イオンが優勢な状態になる。

## 分析方法

### 濃度の測定
大気イオンの濃度は、ゲルジェン法（ゲルディエン法）により測定される。ゲルジェンコンデンサと呼ばれる二重同心円筒は、内筒が接地され、外筒に電圧（正イオン測定時は正電圧、負イオン測定時は負電圧）が印加されている。円筒の長軸方向に空気の流れを与えると、内筒と外筒の間の空間に大気イオンが流れ込み、設定された移動度（臨界移動度）以上の移動度を持つ大気イオンが電界を移動して内筒に捕捉され、電流が発生する。この電流の測定値から、大気イオンの濃度が計算される。小イオンの濃度を測定する場合、臨界移動度を小イオンの最小移動度（0.7cm2V−1s−1前後）に設定すればよい。

### 移動度スペクトルの測定
上述のゲルジェン法において、臨界移動度を変化させて測定することにより、移動度スペクトル（移動度に対する大気イオン濃度の分布。移動度分布とも言う）が得られる。別の測定法としては、ドリフトチューブ法がある。箱内（イオン化領域）において、放射線源あるいはコロナ放電で発生させた大気イオンを一様電界の領域（ドリフト領域）に短時間（数{\displaystyle \mathrm {\mu s} }）だけ拡散させ、大気イオンがこの領域を移動するのに要した時間分布を測定することにより、正イオンあるいは負イオンの移動度スペクトル（移動度に対する大気イオンの強度の分布）が得られる。
移動度から、大気イオンの粒子径や質量を推定することができる。また、移動度スペクトルの形から、大気がどのような移動度を持つ大気イオンから構成されているかを知ることができるが、イオン組成を決めることは困難である。

### 質量分析
大気イオン研究を行う上で最も強力な方法が、質量分析法である。1983年にEiseleらは大気イオン測定用質量分析計を開発した。これは、自然環境での大気イオンや人工的な電離で発生させた大気イオンの組成を同定することができる。2001年にはNagatoがドリフトチューブ型イオン移動度/質量分析装置を開発した。ドリフトチューブ法による移動度スペクトル測定装置と質量分析装置を合わせたもので、移動度スペクトルに現れるピークに対応する大気イオンの組成を同定することができる。

## 組成

### 対流圏大気中のイオン
大気の組成比から、最初にできる正イオンは N2+, O2+ であり、その後の反応により、H3O+(H2O)n, NH4+(H2O)n などが生成される。
一方、最初にできる負イオンは O2− であり、その後の反応により、O2−(H2O)n, CO3−(H2O)n, NO2−(H2O)n, CO4−(H2O)n, NO3−(H2O)n, HSO4−(H2SO4)m(H2O)n などとなり、最もよく観察される自然の負イオンは NO3−(HNO3)m(H2O)n である。

### 放電により生成されるイオン
Nagatoらは、コロナ放電により生成される負イオンの組成として NO3−, NO3−(HNO3)n, NO3−NO3 を、正イオンとして H3O+(H2O)n, NH4+(H2O)n を検出している。
Ohtaらは、コロナ放電式の負イオン発生器から生成された負イオンを分析し、O2−(H2O)n, O3−(H2O)n, NO2−(H2O)n, NO3−(H2O)n, CO3−(H2O)n などを検出している。
またシャープの西川らは、自社で開発したプラズマ放電によるイオン発生素子にて生成された大気イオンの組成を分析した結果、正イオンとして H+(H2O)n が、負イオンとして O2−(H2O)n が認められ、その他のイオン種は生成されなかったと報告している。
つまり発生器により生成イオン種が異なる可能性もある。

### レナード効果により生成されるイオン
Chapmanは、レナード効果で発生させた大気イオンの移動度スペクトルを測定し、そのスペクトルのピークから、生成された負イオンの組成としてOH−(H2O)3、(H2O)2−、正イオンとしてH+(H2O)3等を近似的に推論している。

## 応用、その他
『科学大事典 第2版』では、「マイナスイオン」を負の大気イオンと解釈する記述がある。
電気集じん
空気中に浮遊する微細な粒子等をコロナ放電を利用して除去する装置で、居住空間の空気浄化等に用いられる。コロナ放電で発生させた大気イオンを浮遊粒子に衝突させて荷電させ、集じん電極で回収することにより、集じん装置として機能する（空気清浄機を参照）。
帯電除去
コロナ放電を利用して帯電除去を行う装置で、半導体製造のクリーンルーム等に用いられる。コロナ放電で発生させた正負の大気イオンにより帯電表面を静電気的に中和することにより、除電装置として機能する。